# Focus fusion
Focus fusion é uma abordagem alternativa para chegar ao domínio da tecnologia da fusão nuclear para fins pacíficos de geração de eletricidade. Vem sendo desenvolvida por alguns cientistas como o americano Eric Lerner e o chileno Leopoldo Soto.
A abordagem focus fusion pretende usar o dispositivo chamado Dense Plasma Focus (algo como foco de plasma denso), que já é utilizado há quase 40 anos em diferentes tipos de pesquisas, para atingir a fusão de um átomo de boro (isótopo 11) com um íon positivo de hidrogênio (na prática, um simples próton sem elétron). O "combustível" dessa reação (chamada de p¹¹B) seria um gás em baixa pressão de hidrogênio e boro.
Para que essa fusão de hidrogênio e boro aconteça, é necessário atingir temperaturas altíssimas, da ordem de 1 bilhão de graus. Temperaturas como essa já chegaram a ser atingidas com a utilização do Dense Plasma Focus (DPF), em um experimento na Texas A&M University, no ano de 2001.
No dia 3 de outubro de 2007, Eric Lerner participou como convidado do Google Tech Talks, onde apresentou em detalhes a abordagem Focus Fusion.
Atualmente, a empresa norte-americana Lawrenceville Plasma Physics (LPP) vem realizando uma série experimentos com financiamento privado em seus laboratórios no estado de New Jersey, utilizando um DPF fabricado sob encomenda, batizado de Focus-Fusion-1. Os experimentos tem o objetivo de tentar provar a possibilidade de se atingir a fusão nuclear controlada com ganho líquido de energia.
Em julho de 2017, uma equipe de pesquisadores chilenos, entre eles Leopoldo Soto, publicou um artigo científico em um site mantido pelo American Institute of Physics relatando um experimento realizado com um dispositivo DPF ("dense plasma focus") extremamente pequeno, batizado de "Nanofocus", operando com uma entrada de energia de apenas 0.1 Joule, no qual foi detectado emissão de neutrons, uma forte evidência no sentido da ocorrência de fusão nuclear.